# Jenna Wade
Jenna Wade is een personage uit de Amerikaanse soapserie Dallas. De rol werd vertolkt door Morgan Fairchild voor één aflevering in 1978 in het tweede seizoen en door Francine Tacker voor twee afleveringen in 1980 tijdens het derde seizoen. In 1983 werd het personage voor de tweede keer gerecast en werd nu gespeeld door Priscilla Presley. Ze maakt haar opwachting in de zevende aflevering van het zevende seizoen. Hoewel ze meteen een prominente rol had verscheen haar naam (als Priscilla Beaulieu Presley) pas bij de twaalfde aflevering meteen na de openingstune. Presley vertolkte de rol tot aan het elfde seizoen in 1988.
Jenna was de eerste ware liefde van Bobby Ewing. Haar vader was een oliebaron en zakenpartner van Jock Ewing. Jenna woonde op de ranch van haar vader die slechts op enkele kilometers van Southfork lag. Bobby groeide met haar op en was verloofd met haar, maar zij dumpte hem voor het altaar en verdween naar Italië, waar ze graaf Renaldo Marchetta huwde. Dit gebeurde allemaal voor ze haar opwachting maakte en was nooit op het scherm te zien. Jenna bleek een dochter Charlotte "Charlie" Wade te hebben, die in 1978 acht jaar oud was, even lang als Jenna en Bobby uit elkaar waren maar Jenna heeft altijd ontkend dat hij de vader was.